# Provincie Grosseto
Grosseto (Provincia di Grosseto) je provincie v oblasti Toskánsko. Sousedí na severozápadě s provincií Livorno, na severu s provinciemi Pisa a Siena a na jihovýchodě s provincií Viterbo. Na západě její břehy omývá Tyrrhenské moře. Součástí provincie jsou i ostrovy Giglio a Formiche di Grosseto.

## Okolní provincie
| Růžice kompasu | Livorno            | Pisa    | Siena | Růžice kompasu |
| Růžice kompasu | Sever              |         |       | Růžice kompasu |
| Růžice kompasu | Provincie Grosseto |         |       | Růžice kompasu |
| Růžice kompasu | Jih                |         |       | Růžice kompasu |
| Růžice kompasu |                    | Viterbo |       | Růžice kompasu |